# Srokowiec białoskrzydły
Srokowiec białoskrzydły, srokowiec (Platysmurus leucopterus) – gatunek średniej wielkości ptaka z rodziny krukowatych (Corvidae). Występuje w Azji Południowo-Wschodniej. Nie jest zagrożony wyginięciem.

## Występowanie
Srokowiec białoskrzydły zamieszkuje Półwysep Malajski, Sumatrę i mniejsze okoliczne wyspy, w tym Bangka, Belitung czy Bintan. Występuje na terenie Indonezji, Malezji, Singapuru, Mjanmy i Tajlandii. Status gatunku w Singapurze nie jest pewny, być może już tam wymarł.

## Systematyka
Gatunek ten jako pierwszy opisał w 1824 roku Coenraad Jacob Temminck, nadając mu nazwę Glaucopis leucopterus. Miejsce typowe to Sumatra. Do opisu dołączona była tablica barwna nr 265.
Obecnie srokowiec białoskrzydły umieszczany jest w rodzaju Platysmurus. Jest to gatunek monotypowy. Dawniej za jego podgatunek uznawany był srokowiec czarny (Platysmurus aterrimus).

## Morfologia
Długość ciała 39–41 cm; masa ciała 178–182 g. Obie płcie są do siebie podobne. Ma średnio długi, ciemnoszary i błyszczący dziób. Oczy są czerwone. Poza tym czarny. Na skrzydłach widoczne białe plamy. Dosyć długi ogon niebiesko opalizuje jak i lotki.

## Biotop
Jego środowisko to lasy tropikalne, głównie nizinne (do 800–900 m n.p.m.), wysokie lasy wtórne, obrzeża lasów, zadrzewienia na bagnach i namorzyny.

## Status
Międzynarodowa Unia Ochrony Przyrody (IUCN) klasyfikuje srokowca białoskrzydłego jako gatunek najmniejszej troski (LC – Least Concern). Liczebność populacji nie została oszacowana, ale ptak ten opisywany jest jako rzadki. Trend liczebności populacji jest oceniany przez BirdLife International jako prawdopodobnie spadkowy ze względu na utratę siedlisk.